# Bad bank
Bad bank – bank powołany w celu likwidacji „złych” aktywów.

## Możliwe strategie
Istnieją dwa możliwe podejścia do zarządzania aktywami o obniżonej wartości:
- Oddzielenie aktywów o obniżonej wartości od aktywów „dobrych” w ramach jednego banku lub w ramach sektora bankowego jako całości. Istnieje kilka wariantów takiego podejścia[1][2]:
  - Dla każdego banku można stworzyć spółkę zarządzającą aktywami (tzw. bank likwidujący „złe” aktywa lub instytucja zabezpieczająca przed ryzykiem), przy czym aktywa o obniżonej wartości zostałyby przeniesione do oddzielnego podmiotu prawnego; aktywami zarządzałby w dalszym ciągu bank znajdujący się w trudnej sytuacji bądź oddzielny podmiot. Ewentualne straty dzieliłby między sobą bank zachowujący „dobre” aktywa i skarb państwa.
  - Rozwiązanie alternatywne przewiduje, że państwo powołuje niezależną instytucję (często nazywaną „bankiem agregującym”), której zadaniem jest skupowanie aktywów o obniżonej wartości poszczególnych banków lub sektora bankowego jako całości. W ten sposób banki mogą ponownie podjąć normalną akcję kredytową, nieobciążoną ryzykiem odpisów aktualizujących wartość aktywów. Takie podejście mogłoby uwzględniać wcześniejszą nacjonalizację, w ramach której państwo najpierw przejmuje kontrolę nad niektórymi lub wszystkimi bankami w sektorze, a następnie dokonuje oddzielenia „złych” aktywów od „dobrych”.

- System ubezpieczenia aktywów, w ramach którego banki w dalszym zachowują aktywa o obniżonej wartości w swoich bilansach, jednak państwo wyrównuje poniesione straty. W przypadku takiego ubezpieczenia aktywów, aktywa o obniżonej wartości w dalszym ciągu wykazywane są w bilansach banków, którym państwo gwarantuje wyrównanie niektórych lub wszystkich strat. Szczególną trudnością w związku z ubezpieczeniem aktywów jest określenie odpowiedniej składki obowiązującej w stosunku do aktywów jednolitych i złożonych, która zasadniczo powinna odzwierciedlać wycenę ubezpieczonych aktywów oraz związane z nimi ryzyko. Kolejnym problemem jest to, że z technicznego punktu widzenia obsługa systemu ubezpieczenia aktywów jest trudna w sytuacji, gdy gwarantowane aktywa są wykazywane w bilansach licznych banków, nie zaś skoncentrowane w jedynie kilku większych bankach. Ponadto fakt, że gwarantowane aktywa w dalszym ciągu są wykazywane w bilansach banków, może powodować konflikty interesów. Nie występuje też ważny z psychologicznego punktu widzenia efekt wyraźnego oddzielenia „dobrych” banków od „złych” aktywów[1][2].

## „Bad banks” w praktyce

### Portugalia
W 2014 portugalski bank uniwersalny Banco Esprito Santo (BES) został podzielony przez lokalnego regulatora na dwie osobne instytucje: Novo Banco, który przejął zdrowe aktywa i rozpoczął działanie jako bank nieobciążony złymi kredytami, oraz BES, który stał się złym bankiem zarządzanym przez bank centralny i lokalny odpowiednik polskiego Systemu Ochrony Banków Komercyjnych.

### Stany Zjednoczone
W 1989 r. w Stanach Zjednoczonych powołano Resolution Trust Corporation (RTC), państwową instytucję zarządzającą aktywami. Zadaniem RTC była likwidacja aktywów (przede wszystkim aktywów powiązanych z nieruchomościami, w tym kredytów hipotecznych) należących do kas oszczędnościowo-pożyczkowych, które w wyniku kryzysu kas oszczędnościowo-pożyczkowych (1989-1992) zostały uznane przez amerykańskie Biuro Nadzoru nad Instytucjami Oszczędnościowymi (Office of Thrift Supervision) za niewypłacalne. RTC objęła również zadania związane z ubezpieczeniem, realizowane dotychczas przez państwową instytucję nadzorczą (Federal Home Loan Bank Board). W okresie od 1989 r. do połowy 1995 r. RTC zamknęła lub w inny sposób zlikwidowała 747 kas oszczędnościowych, których aktywa wynosiły łącznie 394 mld USD. W 1995 zadania RTC zostały powierzone funduszowi zajmującemu się ubezpieczeniem depozytów kas oszczędnościowych (Savings Association Insurance Fund), należącemu do federalnej agencji gwarantowania depozytów (Federal Deposit Insurance Corporation). W sumie koszty powyższych działań obciążające podatników oszacowano na 124 mld USD (według wartości z 1995 r.).

### Szwecja
W latach 1992/1993 opracowano w Szwecji strategię polityczną na rzecz rozwiązania kryzysu finansowego, która przewidywała powołanie dwóch instytucji zarządzających aktywami bankowymi: Securum oraz Retriva. Ich zadaniem było zarządzanie zagrożonymi kredytami instytucji finansowych. Dokonywano podziału aktywów banków znajdujących się w trudnej sytuacji na aktywa „dobre” i aktywa „złe”, przy czym „złe” aktywa przenoszono do jednej z instytucji zarządzających aktywami, najczęściej do Securum. W dłuższej perspektywie wpływy uzyskane przez instytucje zarządzające aktywami banków w wyniku likwidacji posiadanych przez nie aktywów mniej więcej zrównoważyły koszty wsparcia systemu finansowego poniesione przez budżet państwa.